# 후방 교차 충돌방지 보조
후방 교차 충돌방지 보조(영어: Rear Cross-Traffic Collision-Avoidance Assist, RCCA)는 후측방 레이더 센서를 통해 후방 교차 차량을 감지하여 운전자에게 경고 및 브레이크 제어하는 시스템이다.

## 상세
후방 교차 충돌방지 보조의 감지 범위는 측면 방향으로 약 25m까지 감지되며, 감지 범위 내 8km/h ~ 36km/h의 속도로 움직일 경우 브레이크를 제어한다. 시스템 작동 환경에 따라 감지 범위 및 속도는 달라질 수 있다.

## 같이 보기
- 첨단 운전자 보조 시스템
- 차로 유지 보조 시스템
- 사각지대